# Herman Mikuž
| Entdeckte Asteroiden: 27 (Liste unvollständig) | Entdeckte Asteroiden: 27 (Liste unvollständig) |
| ---------------------------------------------- | ---------------------------------------------- |
| Nummer und Name                                | Entdeckungsdatum                               |
| (13692) 1997 SW30                              | 27. September 1997                             |
| (14096) 1997 PC4                               | 4. August 1997                                 |
| (14966) Jurijvega                              | 30. Juli 1997                                  |
| (18845) Cichocki                               | 7. September 1999                              |
| (35320) 1997 BR8                               | 30. Januar 1997                                |
| (36056) 1999 RX32                              | 8. September 1999                              |
| (52624) 1997 VW8                               | 2. November 1997                               |

Herman Mikuž ist ein slowenischer Astronom und Asteroidenentdecker.
Er entdeckte zwischen 1997 und 2013 am Črni Vrh Observatorium im Westen Sloweniens insgesamt 27 Asteroiden, einen davon zusammen mit Stanislav Matičič.